# Miriquidica paanaënsis
Miriquidica paanaënsis är en lavart som först beskrevs av Veli Johannes Paavo Bartholomeus Räsänen och Matti Laurila, och fick sitt nu gällande namn av M.P.Andreev. Miriquidica paanaënsis ingår i släktet Miriquidica, och familjen Lecanoraceae. Arten är reproducerande i Sverige.